# РГ-42
РГ-42 — радянська осколкова граната наступальної дії, призначена для ураження живої сили противника та військової техніки на малій відстані. Радіус ураження осколками 25—30 м, дистанція кидання досягає 35—40 м.

## Опис та характеристики
Граната розроблена 1942 р. С. Г. Коршуновим у ГСКБ-30 (при заводі № 58 ім. К. Є. Ворошилова) як проста у виробництві, невелика за габаритами та зручна у використанні. Була взята на озброєння Червоною армією в роки Другої світової війни на зміну складної у виробництві гранати РГД-33. Спочатку граната була розроблена під універсальний дистанційний запал УЗРГ системи Є. М. Віцені, який у 1960-ті роки був змінений на модернізований запал УЗРГМ, як і на гранатах Ф-1 та РГД-5.
Граната має такі характеристики:
- Маса гранати — 400 г.
- Маса вибухової речовини — 110—120 г.
- Довжина гранати — 121 мм.
- Діаметр гранати — 54 мм.
- Дистанція ураження осколками — 15—20 м.
- Дистанція вкидання — 35-40 м.
- Кількість осколків — до 1000 шт.
- Час затримки вибуху — 3.2-4 с.

## Конструкція
Корпус гранати був виготовлений з металу та слугував для розміщення вибухового заряду та запалу, а також для ураження супротивника осколками, що з нього формувались. Знизу корпус закритий пласким дном, а зверху кришкою, до якої кріпилась трубка з фланцем, що мала різьбу для вкручування запалу УЗРГ та для герметизації вибухового заряду в корпусі. При зберіганні або перенесенні гранати трубка закривалась пластмасовою пробкою або металевим ковпачком.
Навкруги заряду всередині корпусу намотана металева стрічка у 3—4 шари, яка слугувала для формування осколків при вибуху гранати. Також для збільшення кількості осколків поверхня стрічки була насічена на квадратики. При вибуху вона формує легкі осколки, й сприяє подрібненню корпуса. З досвіду використання було виявлено, нанесення «квадратної сітки» на стрічку не завжди сприяє пропорційному діленню стрічки на осколки, здебільшого вона рвалась будь-як.
Вибуховий заряд, що слугував для вибуху гранати, розміщувався всередині корпусу між внутрішнім шаром стрічки та стінками центральної трубки. Сам заряд гранати безпечний при зберіганні або транспортуванні гранати. Вибухає тільки від вибуху детонатора запалу. Вибуховий заряд виготовлявся з тротилу масою у 110—120 грамів.

## Маркування та розповсюдження
Бойова граната фарбувалась у зелений колір (від хакі до темно-зеленого). Навчально-імітаційні гранати фарбувались у чорний колір. Крім того навчально-імітаційні гранати мали у дні отвір. Бойовий запал кольору не має. У навчально-імітаційному кільце чеки та нижня частина притискаючого важеля пофарбовані у червоний колір.
Граната РГ-42 виявилася простою у виробництві та надійною у дії. Вона використовувалася у Другій Світовій війні. Та ще довго після війни залишалася на озброєнні Радянської армії, використовувалася у Російській армії та у ряду інших країн. Граната РГ-42 неодноразово використовувалася в інших численних збройних конфліктах.